# アキバBlog
アキバBlog（アキバぶろぐ、または秋葉原ブログ〈あきはばらブログ〉）は「秋葉原の某ショップ元店長」を自称するgeekによる個人ニュースサイト。

## 概要
管理人のgeekが秋葉原で目撃したことを書くというテーマのもと、秋葉原やそれに関連する出来事を独自に取材している。秋葉原という地域柄、記事は萌え、おたく、メイド、コスプレ、各種イベントといった話題が中心となっているが、秋葉原で起こった事故や事件などについて言及されることもある。記事は書誌の引用や事実の記載、ショップ店員や他の秋葉原ユーザーからの伝聞といった内容で構成され、管理人個人の個性をアピールする必要はないという方針のもと、書き手の意見や感想はあまり前面に出さないスタイルで書かれている。
個人運営のブログながら、秋葉原の情報を発信するウェブサイトとしては出版社のサイトと同等のアクセス数があるとも言われ、2011年4月にはアキバ現地情報を取り扱うサイトとしては最大の月間3000万PVを記録し、それ以降も月間2000万PVを超え、約140万人の利用者がいることを公称している。海外の読者も多いとされる。
サイトに入る際の年齢確認は無いものの、（モザイク加工を施してはいるが）成人向け商品の紹介記事も多く扱っている。
マスコットキャラクターとして、POPがデザインしたナードたんが2005年6月より登場し、バナーなどに使用されている。

## 沿革
- 2004年1月19日に開設[2]。当初はライブドア運営のブログサービス「livedoor blog」を使用していたが、2005年9月9日にソフトバンクパブリッシング（現ソフトバンククリエイティブ）の提供するサーバーへ移転した。その後、2008年6月1日に「livedoor blog」へ再び移転した[3]。
- 2006年2月27日にメーカーに対してブログ内へのコラム・広告・ネタなどの記事掲載を募集、同年4月3日より掲載が開始されている。
- 2008年2月14日に英語版「AkibaBlog」が公開されたが、2009年8月28日には英語版の更新の休止が発表され[4]、その後も英語版は更新されていない。
- 2020年6月4日、しばらくの間、更新を停止することが発表された。同月2日夜より、管理人のgeekが脳梗塞により入院したため[5]。同月13日より更新再開。

## アキバBlogが登場するフィクション
小説作品では、2007年5月に出版された畑健二郎原作、築地俊彦によるノベライズ作品『ハヤテのごとく! 春休みの白皇学院に、幻の三千院ナギを見た byハヤテ』にはアキバBlogへの言及があり、アキバBlogではこれを、自身が作中に登場するライトノベルはこれが初であったとしている。
2008年8月に出版された伏見つかさによるライトノベル『俺の妹がこんなに可愛いわけがない』の第1巻では、ヒロインの高坂桐乃がはてなアンテナに登録したうえで巡回先にしているウェブサイトとして、「かーずSP」と共にアキバBlogの名が登場する場面があり、桐乃が隠れオタク趣味をやめようと思ってもやめられない理由を両サイトに責任転嫁する場面が描かれた。作中においては一度その名が言及されたのみであるが、おたくの巡回先として知られるそれらの個人ニュースサイトをヒロインもチェックしているという設定が話題となり、後に『俺の妹がこんなに可愛いわけがない』のテレビアニメ版のプロデュースを手掛ける岩上敦宏も、その際のネット上での盛り上がりをリアルタイムで体験したことが、同作を知ったきっかけとなった出来事であったと語っている。
『俺の妹がこんなに可愛いわけがない』における劇中の言及はアキバBlogで取り上げられている。また2010年に放送された同作のテレビアニメ版にも、原作通りにアキバBlogの名が登場しているが、テレビアニメ版の脚本を担当した倉田英之はこの台詞について、知らない人がいたとしても原作通りに実名を出したかった部分であったと語っている。
2012年のテレビアニメ『マジでオタクなイングリッシュ!りぼんちゃん 〜英語で戦う魔法少女〜』は、「アキバBlog公認連動作品」を銘打っており、アキバBlogのマスコットキャラクターが「ナードちゃん」として劇中に登場した。

## 関連書籍
- 『アキバのディープな歩き方 アキバBlog』ソフトバンククリエイティブ、2005年4月30日、ISBN 4-7973-2959-9